# Leon Wagner
Leon Lamar Wagner (13 mai 1934 à Chattanooga dans le Tennessee - 3 janvier 2004), est un ancien joueur américain de baseball qui évolue en Ligue majeure de baseball de 1958 à 1969. Sélectionné deux fois au match des étoiles (1962 et 1963), ce joueur de champ extérieur, principalement utilisé comme champ gauche, est désigné MVP du All-Star-Game 1962.

## Carrière
Recruté en 1954 par les New York Giants comme agent libre amateur, il passe quatre ans en ligues mineures au sein des clubs écoles de l'organisation des Giants. Leon Wagner débute en Ligue majeure avec les Giants désormais basé à San Francisco. Il achève également sa carrière chez les San Francisco Giants en 1969 après avoir porté les couleurs des St. Louis Cardinals (1960), des California Angels (1961-1963), des Cleveland Indians (1964-1968) puis des Chicago White Sox (1968). Wagner signe même en faveur des Cincinnati Reds en 1968, mais ce contrat est annulé pour vice de forme. Sans avoir jamais joué pour les Reds, ni même avoir fait partie de l'effectif de cette franchise, Wagner dispose toutefois d'une carte à son nom sous les couleurs des Reds.
Sa carrière de joueur achevé, Wagner tourne deux films : Bingo (1976), où il tient le rôle d'un joueur de baseball et Une femme sous influence (1977) de John Cassavetes, où il tient un petit rôle.